# 昆山月岩寺
昆山月岩寺，是位于中国山东省泰安市东平县银山镇山沃村的一个明清时期古建筑，1994年入选泰安市第一批文物保护单位。
昆山月岩寺是一座佛教寺院，占地面积约3000平方米，今存大雄寶殿、藏经阁等建筑。